# 熱萊茲尼基市鎮
熱萊茲尼基市鎮是斯洛文尼亞上卡尼奧拉传统地区的一個市镇，行政中心為熱萊茲尼基。市镇面积为164平方公里，2010年人口数量为6,756人。
该市镇设立于1994年10月3日，当时原什科菲亞洛卡市鎮分成戈雷尼亚村-波利亚内市镇、现今的什科菲亞洛卡市鎮、熱萊茲尼基市鎮和日里市鎮。